# Ernesto Crissien
Ernesto Crissien Barraza (Barranquilla, 1971) es un ingeniero civil, empresario y político colombiano.

## Trayectoria

### Formación
Crissien Barraza nació en la ciudad de Barranquilla en 1971. Es primo del político Eduardo Crissien Borrero y de Tito José Crissien, quienes pertenecen a un clan familiar con una extensa y exitosa carrera en el ámbito de la educación y la política. Es egresado de la Universidad de la Costa donde estudió ingeniería civil, posteriormente ingresó a la Universidad del Norte donde se graduó como especialista en Gestión de la Calidad. Como empresario ha incursionado en proyectos relacionados con la interventoría y proyectos de obras civiles (escenarios deportivos, vías, colegios, hospitales, entre otros), esto le ha valido para generar cerca de 500 empleos.
En la Universidad de la Costa desempeñó varios cargos relevantes, entre ellos, Secretario General, Secretario Académico de la Facultad de Ingeniería y también Jefe de Laboratorios.

### Gestión local y departamental
Fue elegido diputado para el período 2008-2011 con 12 528 votos, siendo también miembro honorable de la Asamblea Departamental del Atlántico. En su gestión como diputado trabajó en temas relacionados con la educación y obras de infraestructura vial para el departamento del Atlántico. Durante los 3 años como diputado «se aprobaron más de 100 ordenanzas presentadas por el gobernador en ese momento».
A mediados del mes de julio de 2019 hizo pública su candidatura al Concejo de Barranquilla, con el apoyo del senador Eduardo Pulgar. A finales del mes de octubre del mismo año fue seleccionado como concejal después de obtener 6883 votos (equivalente al 1,30%), la tercera votación más alta. Su período inició en enero de 2020 y desde entonces es miembro oficial del Concejo Distrital de Barranquilla en representación del Partido Social de Unidad Nacional. Su gestión se ha centralizado en la educación de los niños y jóvenes de la ciudad, además de trabajar en otros aspectos como la cultura, el deporte, la salud y la convivencia pacífica. También está enfocado en tema relacionados con seguridad y movilidad.
Durante su trayectoria como empresario y político, siempre ha trabajado por el bienestar de la comunidad en temas relacionados con la educación, el deporte y la generación de empleos. En su faceta como empresario ha generado aproximadamente 500 empleos, todos relacionados con la gestión de proyectos y obras de interventorías. Además de desempeñarse como concejal, también es el vicepresiedente de la Comisión Tercera Administrativa y de Asuntos Generales del Concejo Distrital de Barranquilla.

## Incidente en elecciones regionales
A finales del mes de octubre de 2019, la funcionaria pública y exdiputada Esther Molinares señaló que los resultados obtenidos por Crissien en las elecciones regionales de 2019 para la elección de los concejales por Barranquilla fueron adulterados. Según Molinares «lo que sé presentó fue un ‘salto de canguro’ inmenso, porque es imposible que una persona numéricamente le aparezca a una sola persona 886 votos, cuando el conteo estaba en el 78% de las mesas contabilizadas». También acusó al senador Eduardo Pulgar de estar detrás de todo el proceso de votación: «el personaje que está detrás del candidato Crissien es el senador Eduardo Pulgar».
Durante el altercado, Molinares solicitó la intervención del procurador Fernando Carrillo Flórez. Sin embargo, Pulgar hizo presencia en la zona de escrutinios y comprobó que no se presentaron irregularidades en todo el proceso de votación.